# Fredagssällskapet
Fredagssällskapet var en sammanslutning av yngre kritiker, litteratörer och litteraturstuderande som bildades i Helsingfors 1934. 
Ordförande var Hans Ruin och årsfesten firades på Runar Schildts födelsedag den 26 oktober. Hösten 1937 grundades Fredagssällskapets dramatiska cirkel, en liten experimentscen där amatörskådespelare fick pröva sina krafter. Den ledande själen bakom detta företag var Eric Olsoni. Studentteatern bildades 1939 som en direkt fortsättning på Fredagssällskapets dramatiska cirkel.